# Maria Schneider
Maria-Hélène Schneider (París, 27 de marzo de 1952-ibíd., 3 de febrero de 2011) fue una actriz francesa. En 1972, a la edad de 19 años, protagonizó El último tango en París junto a Marlon Brando, pero el hecho de estar traumatizada por su violación real en una escena y el acoso de la publicidad desagradable afectó negativamente su carrera posterior. Aunque en El reportero, de Michelangelo Antonioni, mostró sus habilidades, la reputación de abandonar la película a mitad de la producción hizo que no fuera bienvenida en la industria. 
Fue adicta a las drogas durante años, lo cual no le impidió demostrar su talento en varios filmes y obras teatrales. Su infancia y adolescencia fueron erráticas, con un padre ausente y una madre indiferente. Vivió hasta los 13 años sola. Luego con la familia de su tío materno. Le gustaba dibujar y fue buena estudiante.
Su interés por la actuación se desarrolló después de un encuentro con su padre, Daniel Gélin, quien la llevó a los platós. Y también a la vida nocturna.
Vivió en casa de Brigitte Bardot, una de sus protectores. El otro fue Alain Delon, quien leyó las palabras de Brigitte en el funeral de Maria.
Sin embargo, restableció la estabilidad en su vida personal y profesional a principios de la década de 1980, convirtiéndose en una defensora de la igualdad y la mejora de las condiciones en las que trabajaban las actrices. Continuó actuando en cine y televisión hasta unos años antes de morir en 2011, tras una larga enfermedad.
Fue siempre considerada una muy buena actriz por sus pares.
Lo demostró en Merry go round, Baby Sitter, La dérobade y The Passenger.

## Biografía
Schneider fue fruto de la relación extramatrimonial de la modelo rumana Maria Cristina Schneider con el actor Daniel Gélin, quien nunca la reconoció como hija. En ese sentido, María dijo: «Estoy cansada de que me presenten como la hija de Daniel Gelin, cuando él nunca me ha reconocido. Lo he visto tres veces en mi vida».[cita requerida]

## Carrera cinematográfica
María Schneider hizo su debut en el escenario con sólo 15 años, sin haber recibido clases de interpretación. Dos años más tarde, obtuvo su primer papel de protagonista en el cine, con la película El árbol de Navidad (1969), de Terence Young, junto a William Holden y Virna Lisi. Poco después realizó una pequeña aparición en la película Madly, junto a Alain Delon.
Rápidamente, Maria multiplicó sus interpretaciones en producciones francesas, así como alemanas e italianas, por lo que se presentó a un casting para un proyecto de Bernardo Bertolucci. Seleccionada entre cientos de candidatas, la actriz protagonizó junto a Marlon Brando la película que le llevó a la consagración: El último tango en París. En esta película, dijo años después, haberse sentido engañada y «humillada y, para ser honesta, un poco violada por ambos, por Marlon Brando y por Bernardo Bertolucci» en la escena de la mantequilla, concebida en secreto por Bertolucci junto con el mismo Brando, sin informar a María del uso de la mantequilla, tal como afirmó Bertolucci. Sin embargo, Schneider declaró que esta escena no estaba en el guion y que a sus 19 años no tenía idea que este tipo de cosas podían suceder en un rodaje, y que nadie le informó que podía llamar a su agente y a su abogado. Después de la muerte de Maria, Bertolucci apareció en una entrevista diciendo que se sentía culpable, «no quería que fingiese la humillación, quería que la sintiese», pero que no se arrepentía. En el 2016, con motivo de la celebración del Día Internacional de la Eliminación de la Violencia contra la Mujer, las declaraciones de Bertolucci en el 2013 volvieron al primer plano de la actualidad, generando algunas polémicas y pidiendo que la acción del cineasta no quedara impune.
Durante los años 70 goza de prestigiosos compañeros en sus películas, como Jack Nicholson en Profesión reportero, David Bowie y Marlene Dietrich en Just a gigoló, o Gérard Depardieu en Violante. Abandonó el rodaje de Calígula para ingresar en una clínica psiquiátrica. En 1977 fue considerada por Luis Buñuel para actuar en el filme Ese oscuro objeto del deseo, pero al no entenderse con el cineasta español fue reemplazada por Ángela Molina y Carole Bouquet.[cita requerida]
Fue nominada para el premio César a la mejor actriz secundaria en 1980 por su papel como prostituta violenta y malsana en la película La Dérobade (Memorias de una puta francesa), protagonizada por Miou-Miou.
Continuó su carrera en Europa durante los años 80, pero en interpretaciones menos significativas y principalmente para televisión. Durante los años 90 hizo algunas apariciones en el cine, en Les Nuits Fauves y Jane Eyre. En Les Acteurs (2000) apareció con un papel semiautobiográfico de actriz maldita.
Su última aparición en el cine fue en el año 2009, cuando tuvo un papel en la película La cliente, de Josiane Balasko.
Murió de cáncer, en París, el 3 de febrero de 2011.

## Filmografía
- 1969: Madly, de Roger Kahane
- 1969: L'Arbre de Noël, de Terence Young
- 1972: La Vieille Fille, de Jean-Pierre Blanc- Mome

- 1972: What a Flash!, de Jean-Michel Barjol
- 1972: El último tango en París, de Bernardo Bertolucci - Jeanne
- 1973: Cari genitori, de Enrico Maria Salerno- Antonia

- 1975: Jeune fille libre le soir, René Clément - Michelle
- 1975: El reportero, de Michelangelo Antonioni- la fille
- 1975: La Baby-Sitter, de René Clément - Michèle
- 1977: Violanta, de Daniel Schmid - Laura
- 1978: Voyage au jardin des morts, de Philippe Garrel (cortometraje) - Hypolyte
- 1979: La Dérobade (Memorias de una puta francesa), de Daniel Duval- Maloup

- 1979: Just a gigolo, de David Hemmings
- 1980: Weisse Reise, de Werner Schroeter
- 1980: Haine, de Dominique Goult
- 1980: Mamma Dracula, de Boris Szulzinger- Nancy Hawaii

- 1982: Balles perdues, de Jean-Louis Comolli- Véra

- 1982: Merry-Go-Round, de Jacques Rivette - Léo
- 1983: L'Imposteur (Cercasi Gesù), de Luigi Comencini - Francesca
- 1987: Résidence surveillée, de Frédéric Compain- Céline Fontaine

- 1989: Bunker Palace Hôtel, de Enki Bilal- Muriel

- 1992: Au pays des Juliets, de Mehdi Charef- Raissa

- 1992: Les Nuits fauves, de Cyril Collard - Noria
- 1996: Jane Eyre, de Franco Zeffirelli - Bertha
- 2000: Les Acteurs, de Bertrand Blier- ella misma

- 2002: La Repentie de Laetitia Masson - la hermana de Charlotte
- 2006: La Vie d'artiste, de Marc Fitoussi- la mujer de Joseph Costals

- 2007: La Clef de Guillaume Nicloux - Solange
- 2009: La cliente, de Josiane Balasko - Una cliente